# Liste der Biografien/Yi
Liste der Biografien |
Portal Biografien |
Personensuche
# |
A |
B |
C |
D |
E |
F |
G |
H |
I |
J |
K |
L |
M |
N |
O |
P |
Q |
R |
S |
T |
U |
V |
W |
X |
Y |
Z |
?
 
Ya |
Yb |
Yc |
Yd |
Ye |
Yf |
Yg |
Yh |
Yi |
Yk |
Yl |
Ym |
Yn |
Yo |
Yp |
Yr |
Ys |
Yt |
Yu |
Yv |
Yw |
Yx |
Yz
Die Liste der Biografien führt alle Personen auf, die in der deutschsprachigen Wikipedia einen Artikel haben. Dieses ist eine Teilliste mit 348 Einträgen von Personen, deren Namen mit den Buchstaben „Yi“ beginnt.

## Yi
- Yi, siebter König der chinesischen Zhou-Dynastie
- Yi († 858 v. Chr.), neunter chinesischer König der Zhou-Dynastie
- Yi Jing (635–713), chinesischer Mönch und Übersetzer
- Yi Yin (1648 v. Chr.–1549 v. Chr.), chinesischer Politiker und Minister in der früheren Shang-Dynastie
- Yi, Barbara (1825–1839), Märtyrerin und Heilige der katholischen Kirche
- Yi, Bok-nam (1555–1597), koreanischer Militärführer und Politiker und Admiral, Dichter
- Yi, C. B. (* 1976), österreichischer Filmregisseur und Drehbuchautor chinesischer Herkunft
- Yi, Charlyne (* 1986), US-amerikanische Schauspielerin, Musikerin und KomödiantinCharlyne Yi (* 1986)

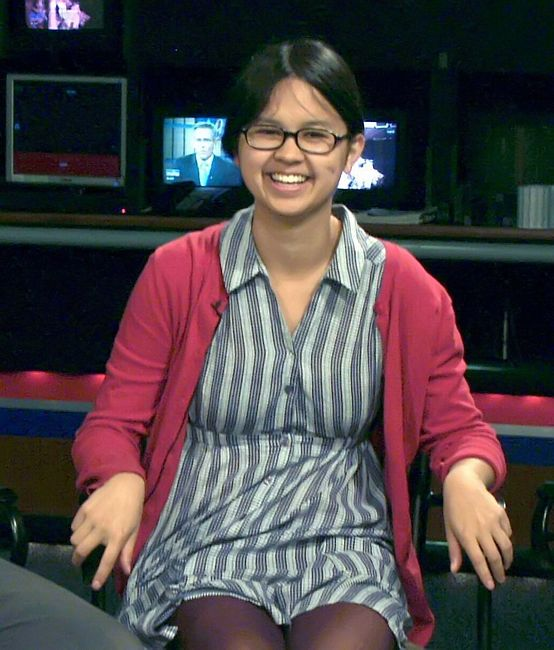
Charlyne Yi (* 1986)

- Yi, Cheng (1926–2017), chinesischer Mönch, Präsident der Chinesischen Buddhistischen Gesellschaft
- Yi, Chu-huan (* 1987), taiwanischer Tennisspieler
- Yi, David Zink (* 1973), peruanisch-chinesisch-deutscher Künstler
- Yi, Eun Young (* 1956), südkoreanisch-deutscher Architekt
- Yi, Gang (* 1958), chinesischer Ökonom und Gouverneur der Chinesischen Volksbank
- Yi, Gi (1476–1552), koreanischer Politiker und neokonfuzianischer Philosoph
- Yi, Hwang (1501–1570), koreanischer konfuzianischer Gelehrter und Schriftsteller zur Zeit der Joseon-Dynastie
- Yi, I (1536–1584), koreanischer konfuzianischer Philosoph und Schriftsteller zur Zeit der Joseon-Dynastie
- Yi, Ik (1681–1763), koreanischer Politiker und neokonfuzianischer Philosoph
- Yi, In-seong (* 1953), südkoreanischer Autor
- Yi, Jianlian (* 1987), chinesischer Basketballspieler
- Yi, Jieun (* 1984), Kamerafrau
- Yi, Jingqian (* 1974), chinesische Tennisspielerin
- Yi, Jun (* 1951), chinesischer Manager
- Yi, Lantai, chinesischer Maler und Zeichner
- Yi, Lianhong (* 1959), chinesischer Politiker
- Yi, Mun-yol (* 1948), südkoreanischer Schriftsteller
- Yi, Ok-seon (1927–2022), koreanische Aktivistin und ehemalige Trostfrau
- Yi, Sang (1910–1937), koreanischer Autor
- Yi, Siling (* 1989), chinesische Sportschützin
- Yi, So-yeon (* 1978), südkoreanische Raumfahrerin
- Yi, Sun-sin (1545–1598), koreanischer Militärführer und AdmiralYi Sun-sin (1545–1598)

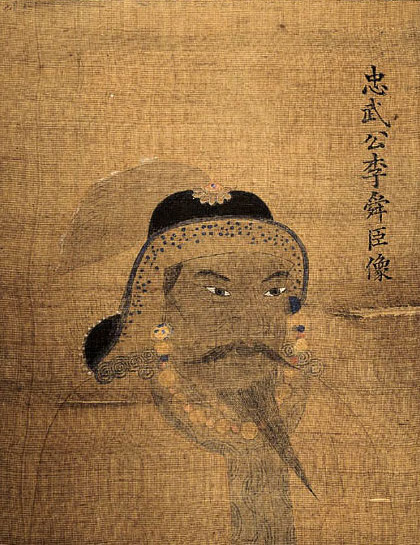
Yi Sun-sin (1545–1598)

- Yi, Tso-lin (1897–1945), chinesischer Sprachwissenschaftler, Pädagoge und Philanthrop
- Yi, Wan-yong (1858–1926), koreanischer Politiker
- Yi, Wei-chen (* 1988), taiwanischer Sprinter
- Yi, Xie (* 1967), chinesische Chemikerin und Professorin
- Yi, Xing (683–727), chinesischer Astronom, Mathematiker, Ingenieur und buddhistischer Mönch
- Yi, Zheng Lin (* 1962), chinesisch-deutscher Maler und Bildhauer
- Yi-Chen Lin, taiwanische Dirigentin

### Yia
- Yiadom, Andy (* 1991), ghanaisch-englischer Fußballspieler
- Yiadom-Boakye, Lynette (* 1977), englische Künstlerin
- Yiameos, Rosemary (* 1974), US-amerikanische Oboistin griechischer Abstammung
- Yiampoy, William (* 1974), kenianischer Mittelstreckenläufer
- Yianni-Georgiou, Elizabeth, Maskenbildnerin
- Yiannopoulos, Christos (* 1957), deutscher Autor und Drehbuchautor
- Yiannopoulos, Milo (* 1984), britischer Journalist, Unternehmer und BloggerMilo Yiannopoulos (* 1984)

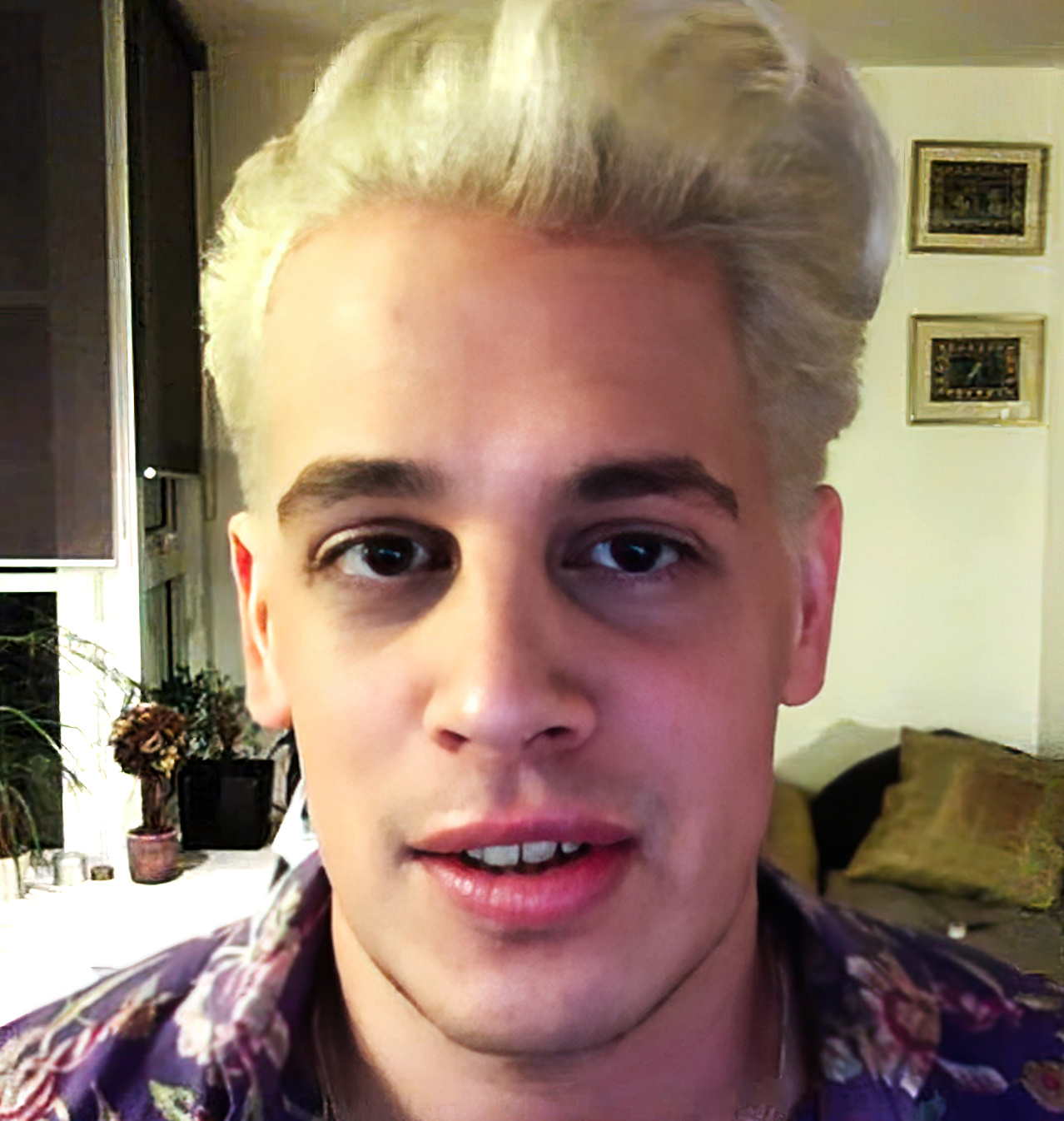
Milo Yiannopoulos (* 1984)

### Yie
- Yiembe, Stephen (* 1989), kenianischer Fußballschiedsrichterassistent

### Yif
- Yifrashewa, Girma (* 1967), äthiopischer Pianist und Komponist
- Yifter, Miruts († 2016), äthiopischer Leichtathlet

### Yig
- Yiğen, Fatih (* 1983), türkischer Fußballspieler
- Yiğenoğlu, Sertan (* 1995), deutsch-türkischer Fußballspieler
- Yiğit, Adil (* 1958), türkischer Journalist; lebt in Deutschland
- Yigit, Ali (* 1965), türkischstämmiger Fernseh- und Hörfunkmoderator
- Yigit, Anthony (* 1991), schwedischer Boxer
- Yiğit, Aykut (1959–2002), türkischer Fußballspieler
- Yiğit, Burak (* 1986), deutscher SchauspielerBurak Yiğit (* 1986)

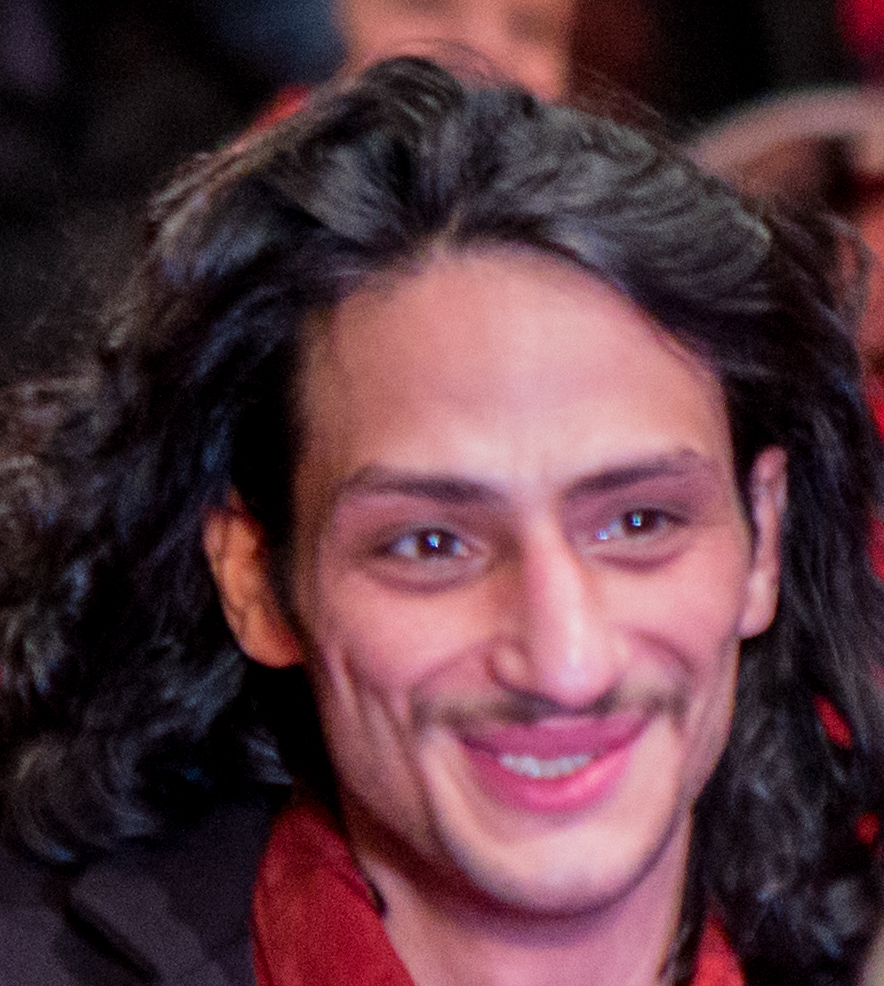
Burak Yiğit (* 1986)

- Yiğit, Eşref Uğur (* 1945), türkischer Admiral
- Yiğit, Faruk (* 1966), türkischer Fußballspieler
- Yigit, Furkan (* 1995), österreichischer Fußballspieler
- Yiğit, Mehmet (* 1991), türkischer Fußballspieler
- Yiğit, Musa (* 1992), türkischer Fußballspieler
- Yiğit, Serap (* 2001), türkische Handball- und Beachhandballspielerin
- Yiğit, Seyhan (* 2003), türkisch-deutscher Fußballspieler
- Yiğit, Tamer (* 1942), türkischer Schauspieler und Drehbuchautor
- Yiğit, Tamer (* 1974), deutscher Schauspieler, Regisseur, Drehbuchautor und MusikerTamer Yiğit (* 1974)

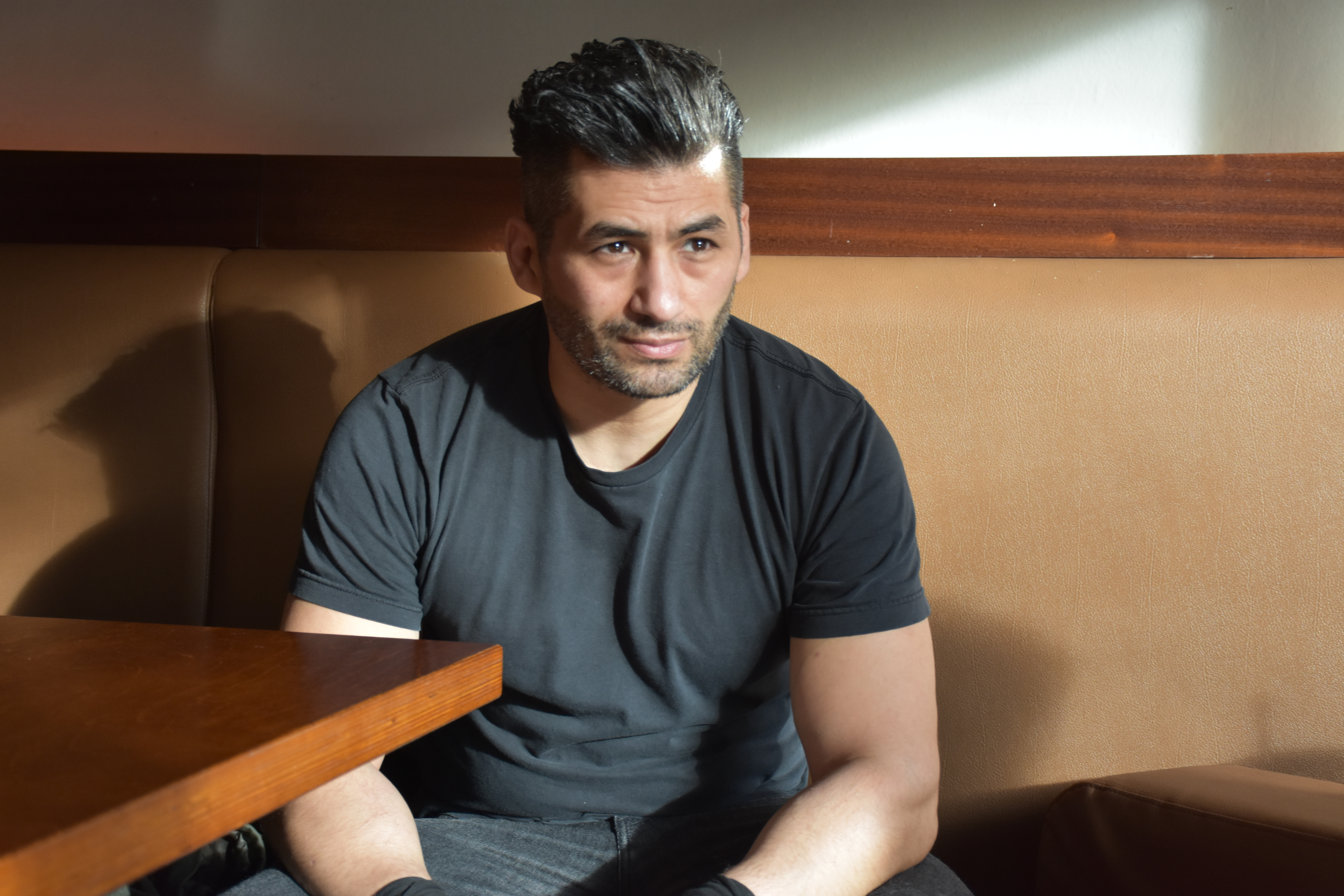
Tamer Yiğit (* 1974)

- Yiğit, Temel Uğur (* 1975), türkischer Fußballspieler
- Yiğitbaşı, Kübra Güran (* 1979), türkische Bürokratin, Akademikerin und Autorin
- Yiğiter, Murat (* 1971), türkischer Fußballspieler
- Yigitokur, Ayhan (* 1971), deutscher Schauspieler
- Yiğituşağı, Fatih (* 1983), türkischer Fußballspieler

### Yih
- Yih, Chia-Shun (1918–1997), chinesisch-US-amerikanischer Ingenieur
- Yihan, Guo (* 1995), chinesische Shorttrackerin
- Yihune, Addisu (* 2003), äthiopischer Leichtathlet

### Yij
- Yijing (1791–1853), chinesischer Beamter und Mandschuadliger

### Yik
- Yik, Siu Keung (* 1987), hongkong-chinesischer Sprinter

### Yil
- Yildiral, Jan (* 1964), deutscher Heavy-Metal-Schlagzeuger
- Yıldıran, Esat Oktay (1949–1988), türkischer Gefängnisaufseher
- Yıldıran, Samet Hasan (* 1992), türkischer Fußballspieler
- Yıldırım, Ahmet (* 1974), türkischer Fußballspieler und -trainer
- Yıldırım, Atilla (* 1990), niederländisch-türkischer Fußballspieler
- Yıldırım, Avni (* 1991), türkischer Boxer
- Yıldırım, Aygün (* 1995), deutscher Fußballspieler
- Yıldırım, Aziz (* 1952), türkischer Unternehmer und FußballfunktionärAziz Yıldırım (* 1952)

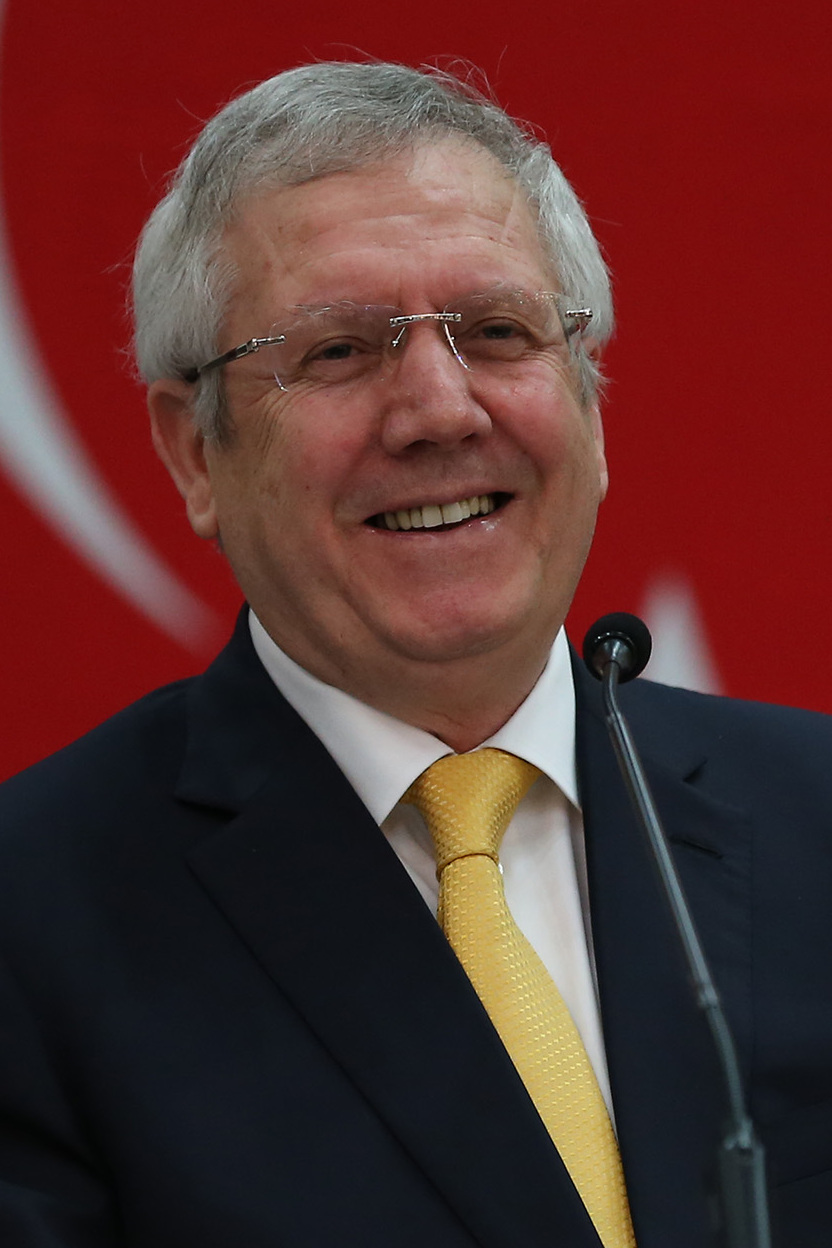
Aziz Yıldırım (* 1952)

- Yıldırım, Bahar (* 1998), türkische Langstreckenläuferin
- Yıldırım, Berkan (* 1986), deutsch-türkischer Fußballspieler
- Yıldırım, Bertuğ (* 2002), türkischer Fußballspieler
- Yıldırım, Binali (* 1955), türkischer Ingenieur, Politiker und türkischer Ministerpräsident
- Yıldırım, Bülent (* 1972), türkischer Fußballschiedsrichter
- Yıldırım, Cem (* 1961), türkischer Mathematiker
- Yildirim, Emircan Emes (* 1998), deutscher Schauspieler
- Yıldırım, Emrullah (* 1996), türkischer Fußballspieler
- Yıldırım, Erman (* 1983), türkischer Fußballspieler
- Yıldırım, Erol (* 1944), türkischer Schriftsteller und Literaturlehrer
- Yıldırım, Ersoy (* 1962), türkischer Schriftsteller
- Yildirim, Ertugrul (* 1997), österreich-türkischer Fußballspieler
- Yıldırım, Feriştah Senem (* 1990), türkische Schauspielerin
- Yıldırım, Hakan, türkischer Modedesigner
- Yildirim, Harun (* 1981), türkischer Schauspieler
- Yıldırım, Hasan (* 1960), türkischer Fußballspieler
- Yıldırım, Hüseyin (* 1928), türkischer Spion der DDR-Auslandsaufklärung (Deckname „Blitz“)
- Yıldırım, İsmail (* 1990), niederländisch-türkischer Fußballspieler
- Yıldırım, İzzet (* 1984), türkischer Fußballspieler
- Yıldırım, Kaan (* 1986), türkischer Schauspieler
- Yıldırım, Kemal (* 1958), türkischer Fußballspieler und -trainer
- Yıldırım, Kemal (* 1984), türkischer Fußballspieler
- Yıldırım, Kesire (* 1951), türkische Frau, Gründungsmitglied der PKK und Ehefrau Abdullah ÖcalansKesire Yıldırım (* 1951)

Kesire Yıldırım (* 1951)

- Yıldırım, Mehmet, türkischer Islam-Funktionär in Deutschland; ehemaliger DITIB-Funktionär
- Yıldırım, Mehmet Feyzi (* 1996), türkischer Fußballspieler
- Yıldırım, Mithat (* 1966), türkischer Skilangläufer

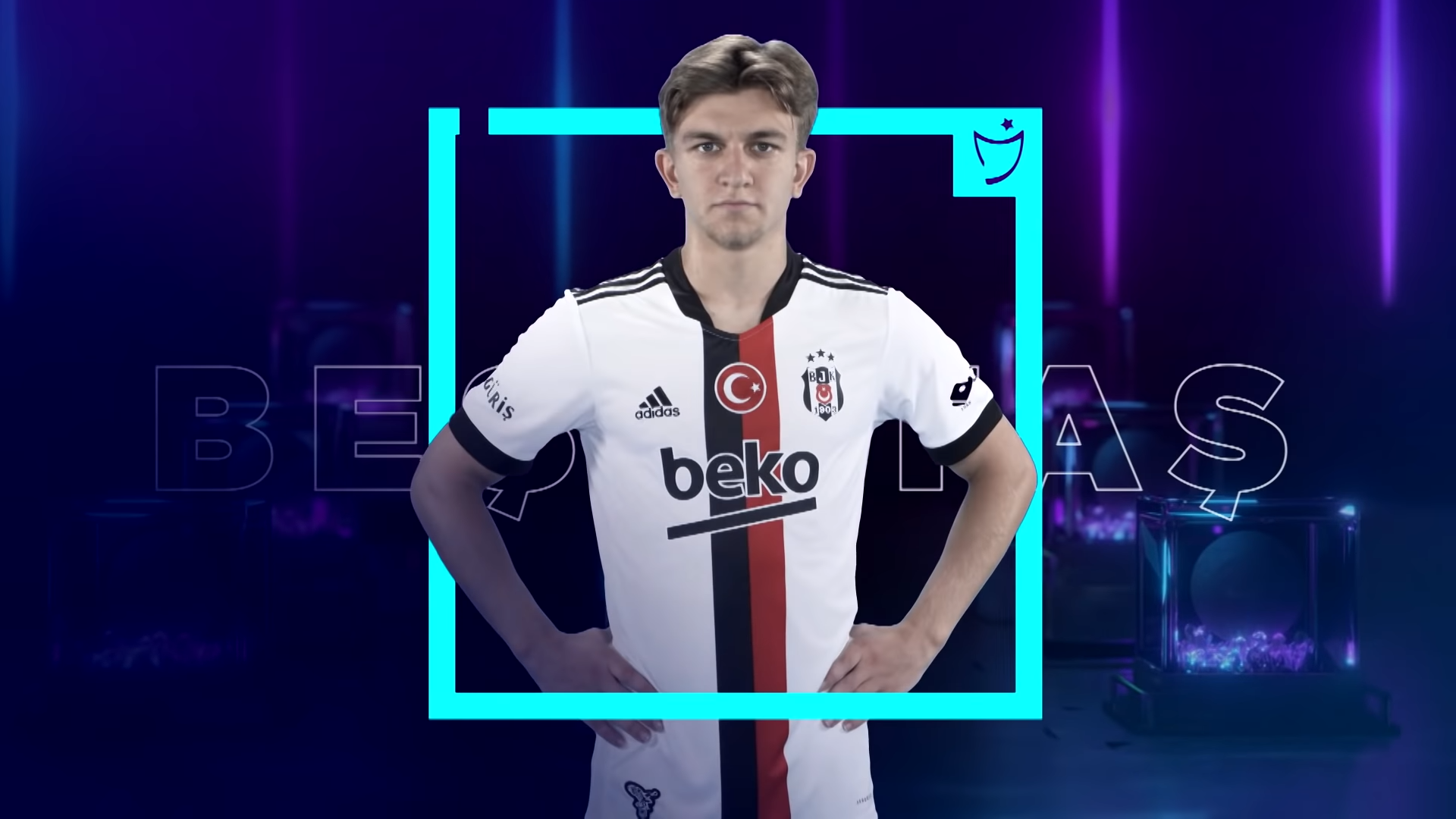
Rıdvan Yılmaz (* 2001)

- Yıldırım, Muammer (* 1990), türkischer Fußballtorhüter
- Yıldırım, Murat (* 1987), niederländisch-türkischer Fußballspieler
- Yıldırım, Murat (* 1996), deutscher Boxer türkischer Herkunft
- Yıldırım, Necdet (1943–1969), türkischer Fußballspieler
- Yıldırım, Oğuzhan (* 1995), türkischer Fußballspieler
- Yıldırım, Osman (* 1965), türkischer Fußballspieler
- Yıldırım, Özgür (* 1979), türkischer Fußballspieler
- Yıldırım, Özgür (* 1979), türkisch-deutscher FilmregisseurÖzgür Yıldırım (* 1979)

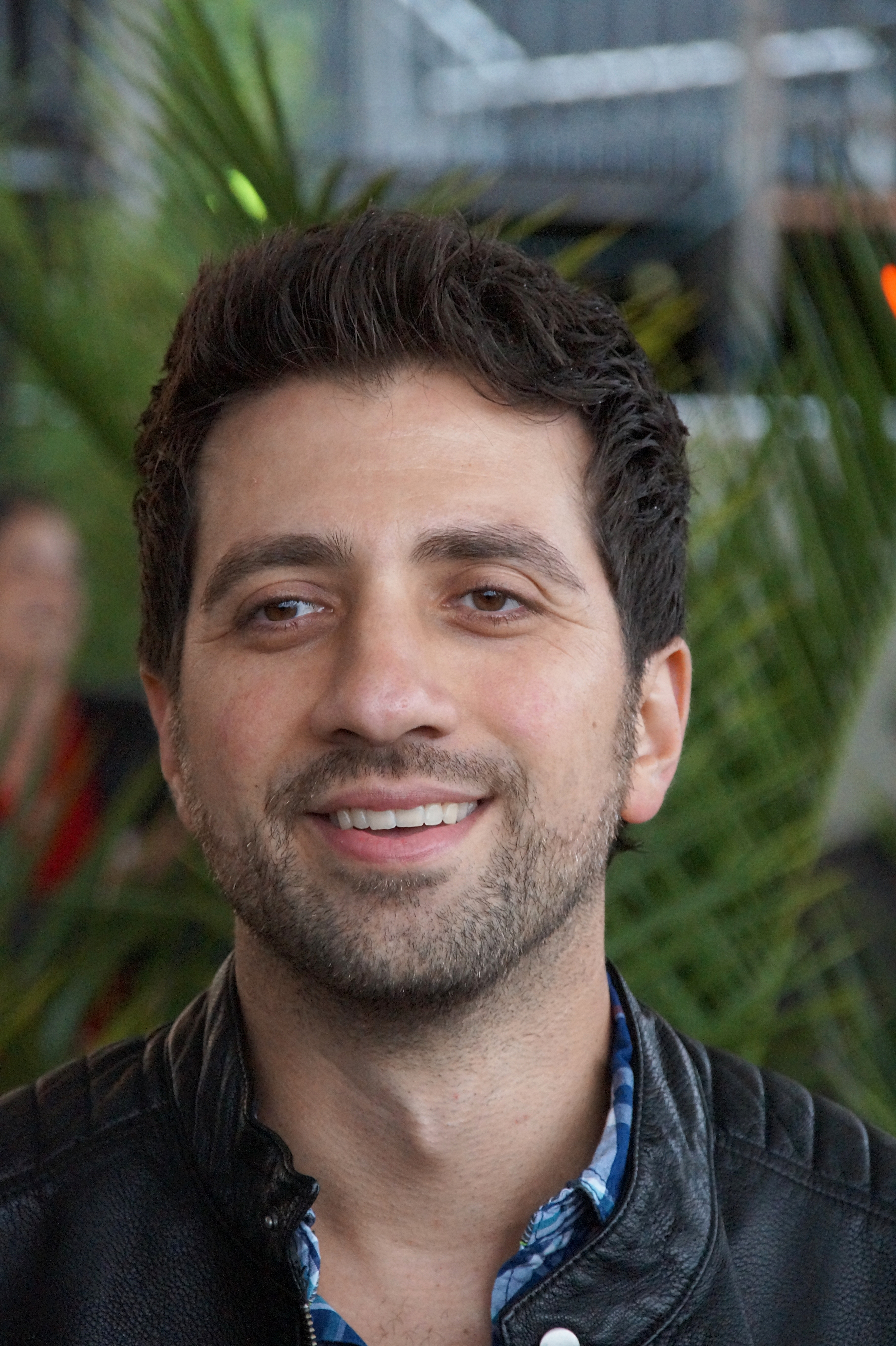
Özgür Yıldırım (* 1979)

- Yıldırım, Özgür Emre (* 1983), türkischer Kino- und Fernsehschauspieler
- Yildirim, Özkan (* 1993), deutsch-türkischer Fußballspieler
- Yildirim, Ramazan (* 1975), deutscher Fußballspieler und -trainer
- Yıldırım, Recep, Persönlichkeit des Islams in Deutschland
- Yıldırım, Reyhan (* 1987), deutsche Comiczeichnerin
- Yıldırım, Rukiye (* 1991), türkische Taekwondoin
- Yildirim, Selma (* 1969), österreichische Politikerin (SPÖ), Abgeordnete zum Nationalrat
- Yıldırım, Sercan (* 1990), türkischer Fußballspieler
- Yıldırım, Sinem (* 1998), türkische Kugelstoßerin
- Yıldırım, Uğur (* 1982), niederländisch-türkischer Fußballspieler

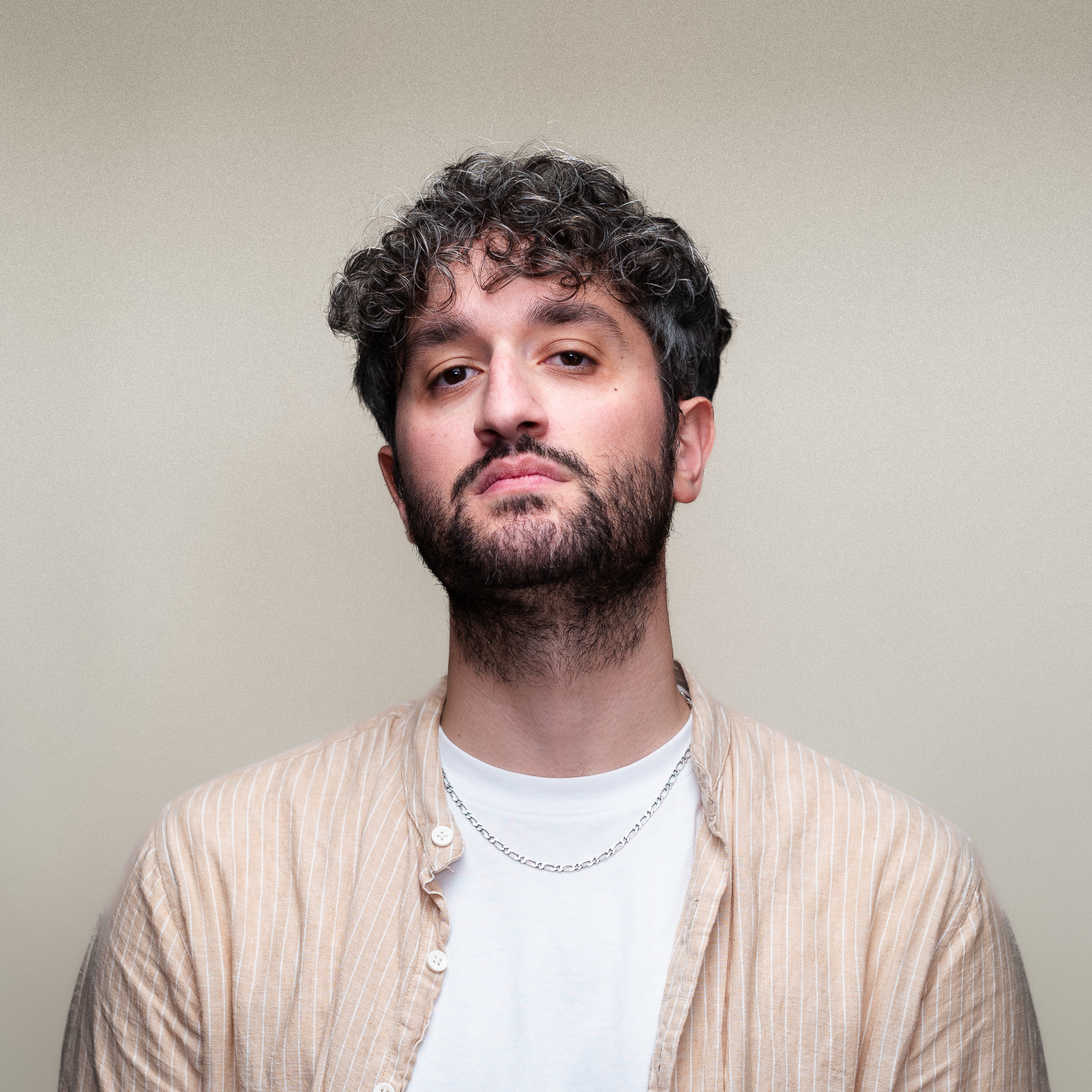
Oğuz Yılmaz (* 1991)

- Yıldırım, Yücel (* 1993), türkischer Fußballspieler
- Yıldırım, Yunus (* 1970), türkischer Fußballschiedsrichter
- Yıldırım, Zeki (* 1991), türkischer Fußballspieler
- Yıldırımkaya, Selçuk (* 1975), türkischer Fußballspieler
- Yıldırımlar, Bennu (* 1969), türkische Schauspielerin
- Yıldırımlı, Ömürcan (* 1993), türkischer Fußballspieler
- Yıldırmış, Abdullah (* 2003), türkischer Bogenschütze
- Yıldız Kadıoğlu, Betül Cemre (* 1989), türkische Schachspielerin
- Yıldız, Abdulhamit (* 1987), niederländisch-türkischer Fußballspieler
- Yildiz, Ayla (* 1991), deutsche Dokumentarfilmerin
- Yıldız, Bekir (1933–1998), türkisch-kurdischer Schriftsteller
- Yıldız, Berk (* 1996), türkischer Fußballspieler
- Yıldız, Çağlayan (* 1966), türkischer Jazzmusiker (Gitarre, Bass) und Komponist
- Yıldız, Cihan (* 1995), deutsch-türkischer Fußballspieler
- Yıldız, Ercan (* 1974), türkischer Ringer

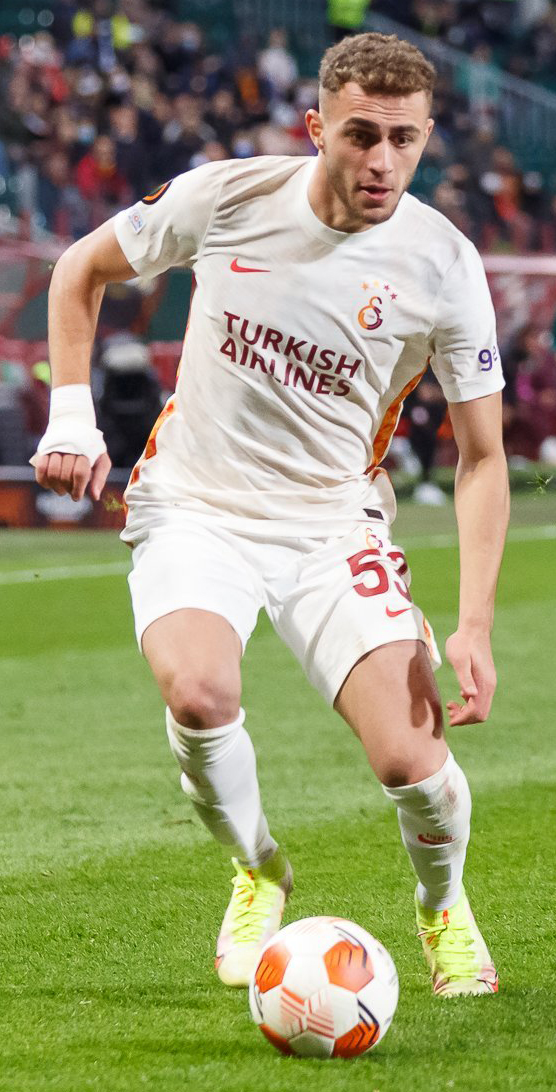
Barış Alper Yılmaz (* 2000)

- Yıldız, Erdal (* 1966), deutsch-türkischer Schauspieler
- Yıldız, Erdal (* 1971), deutsch-türkischer Fußballspieler
- Yıldız, Erol (* 1960), türkischer Soziologe und Fachautor
- Yıldız, Esra (* 1997), türkische Boxerin
- Yıldız, Hakkı (* 1995), türkisch-deutscher Fußballspieler
- Yıldız, Halime (* 1980), türkische Badmintonspielerin
- Yildiz, Haluk (* 1968), deutscher Politiker (BIG)
- Yildiz, Kabire (* 1960), deutsche Politikerin (Bündnis 90/Die Grünen), MdBB
- Yıldız, Kenan (* 2005), türkisch-deutscher FußballspielerKenan Yıldız (* 2005)

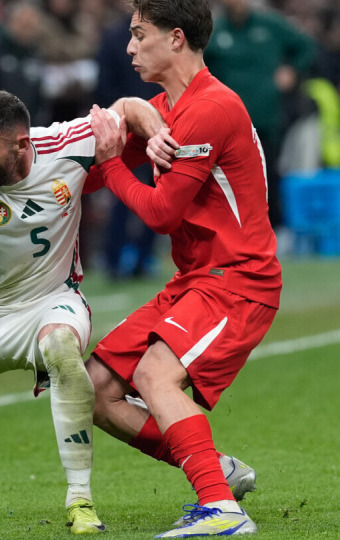
Kenan Yıldız (* 2005)

- Yildiz, Medine (* 1962), deutsche Politikerin (SPD)
- Yıldız, Mehmet (* 1977), türkisch-deutscher Politiker (parteilos, Die Linke) kurdischer Herkunft
- Yıldız, Mehmet (* 1981), türkischer Fußballspieler
- Yıldız, Metin (* 1960), türkischer Fußballspieler und -trainer
- Yıldız, Nuvit (* 1980), türkischer Fußballtorhüter
- Yıldız, Okan (* 1991), türkischer Fußballspieler
- Yıldız, Ömer (* 1995), türkischer Fußballspieler
- Yıldız, Recep (* 1986), türkischer Fußballspieler
- Yıldız, Rıfat (* 1965), deutscher Ringer
- Yıldız, Şerafettin (* 1953), türkischer Schriftsteller in Österreich (seit 1978)
- Yildiz, Serdar Thenk (* 1975), türkischer Entertainer und Promoter
- Yildiz, Seyhan (* 1989), liechtensteinischer Fussballspieler
- Yıldız, Taner (* 1962), türkischer Politiker
- Yıldız, Taner (* 1992), türkischer Fußballspieler
- Yıldız, Tolga (* 1990), türkischer Fußballspieler
- Yıldız, Yaser (* 1988), türkischer Fußballspieler
- Yıldızdoğan, Mustafa (* 1966), türkischer Musiker
- Yıldızoğlu, Suna (* 1955), englisch-türkische Schauspielerin
- Yıldo (* 1945), türkischer Fußballspieler, Volleyballspieler, Moderator, Schauspieler
- Yılhan, Açelya Devrim (* 1985), türkische Schauspielerin
- Yilma, Gobezayehu Getachew (* 1978), äthiopischer römisch-katholischer Geistlicher, Apostolischer Vikar von Awassa
- Yılmam, Candemir (* 1964), türkischer Fußballspieler
- Yılmaz, Abdullah (* 1961), türkischer Skilangläufer
- Yılmaz, Abdullah (* 1978), türkischer Fußballschiedsrichter
- Yılmaz, Adem (* 1955), deutsch-türkischer Künstler
- Yılmaz, Ahmet Refik (1904–1986), türkischer General
- Yılmaz, Ali Şahin (* 2004), türkischer Fußballspieler
- Yılmaz, Ali-Rıza (* 1968), türkischer Fußballspieler
- Yılmaz, Atıf (1925–2006), türkischer Filmregisseur und Drehbuchautor
- Yılmaz, Aydın (* 1988), türkischer Fußballspieler
- Yılmaz, Aysel (* 1999), türkische Kugelstoßerin
- Yilmaz, Bahar (* 1984), deutsche AutorinBahar Yilmaz (* 1984)

Bahar Yilmaz (* 1984)

- Yılmaz, Barış Alper (* 2000), türkischer FußballspielerBarış Alper Yılmaz (* 2000)
- Yilmaz, Bekir (* 1966), deutsch-türkischer Unternehmer und Vereinsfunktionär in Berlin
- Yılmaz, Bekir (* 1988), türkischer Fußballspieler
- Yilmaz, Berkay (* 1997), deutscher Fußballspieler und Futsalspieler türkischer Abstammung
- Yılmaz, Berkay (* 2005), türkisch-deutscher Fußballspieler
- Yılmaz, Biran Damla (* 1997), türkische Schauspielerin
- Yılmaz, Boncuk (* 1981), türkische Schauspielerin
- Yılmaz, Burak (* 1985), türkischer Fußballspieler
- Yilmaz, Burak (* 1987), Pädagoge und Autor
- Yilmaz, Burak (* 1995), österreichischer Fußballspieler
- Yılmaz, Burhan (* 1987), österreichischer Fußballspieler
- Yılmaz, Büşra (* 1994), türkische Drehbuchautorin und Schriftstellerin
- Yılmaz, Çağatay (* 2000), türkischer Fußballspieler
- Yılmaz, Cem (* 1973), türkischer Schauspieler und Kabarettist
- Yilmaz, Cem (* 1981), Pianist, Komponist und Klavierpädagoge
- Yılmaz, Cenk (* 1993), türkischer Fußballspieler
- Yılmaz, Ceren, türkische Schauspielerin
- Yılmaz, Cevdet (* 1967), türkischer Politiker
- Yılmaz, Cihan (* 1983), deutsch-türkischer Fußballspieler
- Yılmaz, Deniz (* 1988), deutsch-türkischer FußballspielerDeniz Yılmaz (* 1988)

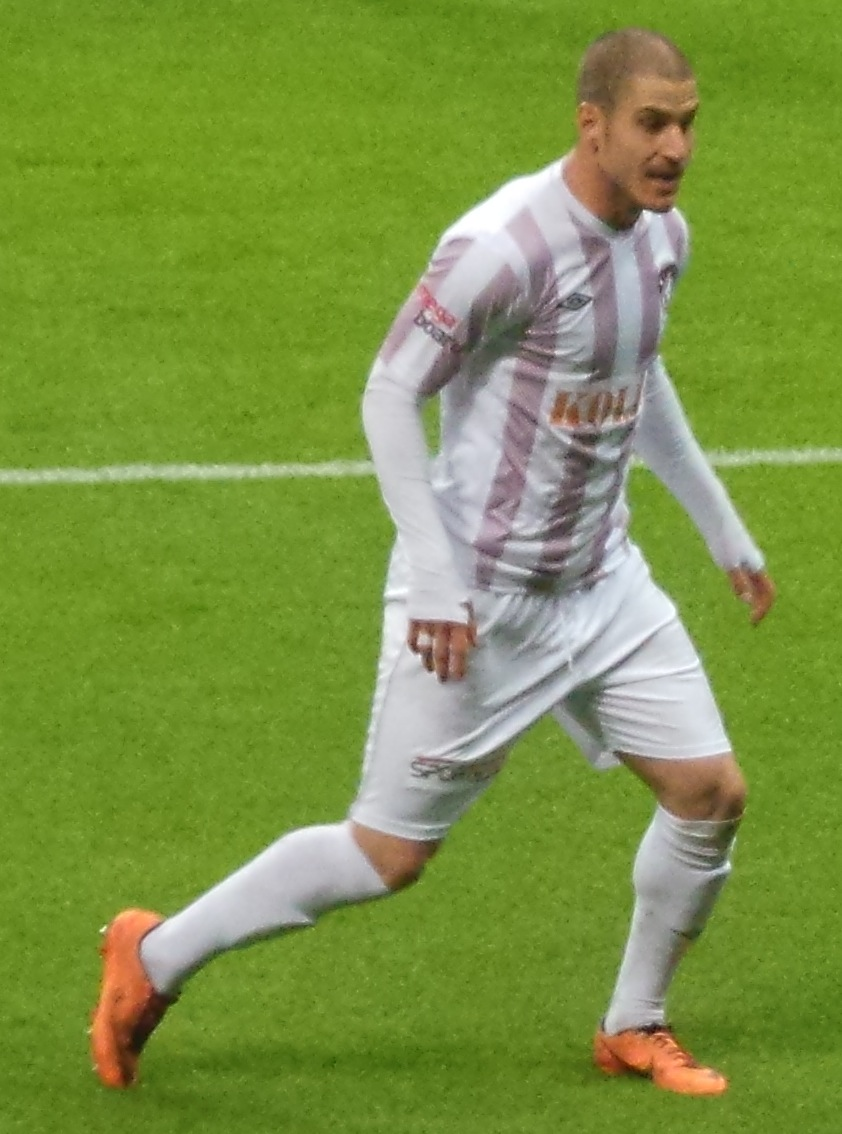
Deniz Yılmaz (* 1988)

- Yılmaz, Dilek (* 2001), türkische Handball- und Beachhandballspielerin
- Yılmaz, Elif Melda (* 1977), türkische Schauspielerin
- Yılmaz, Erhan (* 1994), deutscher Fußballspieler
- Yilmaz, Erkut (* 1975), US-amerikanischer Pokerspieler
- Yılmaz, Esma (* 2005), türkische Schauspielerin
- Yilmaz, Ethem (* 1952), türkisch-deutscher Autor, Lehrer, Herausgeber und Verleger
- Yılmaz, Fatih (Fußballspieler, März 1989) (* 1989), türkischer Fußballspieler
- Yılmaz, Fatih (Fußballspieler, April 1989) (* 1989), türkischer Fußballspieler
- Yılmaz, Fikret (* 1957), türkischer Fußballspieler und -trainer
- Yılmaz, Gökhan (* 1991), türkischer Fußballspieler
- Yilmaz, Güngör (* 1961), türkisch-deutsche Politikerin (SPD), MdHB
- Yılmaz, Hakan (* 1997), türkischer Fußballspieler
- Yılmaz, Haydar (* 1984), türkischer Fußballtorhüter
- Yılmaz, Hüseyin (1924–2013), türkischstämmiger US-amerikanischer theoretischer Physiker
- Yılmaz, İbrahim (* 1994), türkischer Fußballspieler
- Yılmaz, İsmet (* 1961), türkischer Politiker
- Yılmaz, Jankat (* 2004), türkischer Fußballtorwart
- Yılmaz, Kani (1950–2006), türkischer Funktionär der PKK und späterer Dissident der Organisation
- Yılmaz, Kartal (* 2000), türkischer Fußballspieler
- Yilmaz, Kubilay (* 1996), österreichischer Fußballspieler
- Yılmaz, Kurthan (* 1969), türkischer Fußballspieler
- Yilmaz, Mahmut (* 1979), deutsch-türkischer Fußballspieler
- Yilmaz, Mehmet (* 1970), deutscher Schauspieler türkischer Herkunft
- Yılmaz, Mehmet (* 1979), türkischer Fußballspieler
- Yılmaz, Mert (* 1999), türkisch-deutscher Fußballspieler
- Yılmaz, Mesure Tutku (* 2000), türkische Stabhochspringerin
- Yılmaz, Mesut (1947–2020), türkischer Politiker
- Yılmaz, Mesut (* 1989), türkischer Fußballspieler
- Yılmaz, Metin (* 1945), türkischer Fußballspieler
- Yılmaz, Murat (* 1966), türkisch-deutscher Schauspieler
- Yılmaz, Murat (* 1988), deutsch-türkischer Fußballspieler
- Yılmaz, Mustafa (* 1992), türkischer Schachspieler
- Yılmaz, Necati (* 1988), türkischer Fußballtorhüter
- Yılmaz, Nurettin, türkischer Fußballspieler
- Yılmaz, Nurten (* 1957), österreichische Politikerin (SPÖ), Abgeordnete zum Nationalrat, Landtagsabgeordnete und Gemeinderätin
- Yılmaz, Oğuz (* 1991), deutsch-türkischer Künstlermanager, Autor, Comedian und Digital-BeraterOğuz Yılmaz (* 1991)
- Yılmaz, Oğuz (* 1993), türkischer Fußballspieler
- Yılmaz, Oğuz (* 1994), türkischer Fußballspieler
- Yılmaz, Okan (* 1978), türkischer Fußballspieler
- Yilmaz, Okan (* 1997), österreichischer Fußballspieler
- Yılmaz, Ozan (* 1988), türkischer Fußballspieler
- Yılmaz, Özgür (* 1986), türkischer Fußballspieler
- Yılmaz, Özlem (* 1986), türkische Schauspielerin
- Yılmaz, Rıdvan (* 2001), türkischer FußballspielerRıdvan Yılmaz (* 2001)
- Yılmaz, Savaş (* 1990), türkischer Fußballspieler
- Yılmaz, Sefa (* 1990), deutsch-türkischer Fußballspieler
- Yılmaz, Sefer (* 1969), türkischer Fußballspieler und -trainer
- Yılmaz, Serhan (* 1995), türkischer Fußballspieler
- Yılmaz, Serra (* 1954), türkische Schauspielerin
- Yılmaz, Tolga (* 1997), türkischer Fußballspieler
- Yılmaz, Tuncay, türkischer Violinist und Solist
- Yılmaz, Uğur (* 1987), deutsch-türkischer Fußballspieler
- Yılmaz, Volkan (* 1987), türkischer Fußballspieler
- Yılmaz, Yasin (* 1989), deutsch-türkischer Fußballspieler
- Yılmaz, Zehra (* 1992), türkische Schauspielerin
- Yılmazer, İlyas (* 1992), türkischer Fußballspieler
- Yılmazer, Kerem (1945–2003), türkischer Schauspieler
- Yılmazer, Musa Sinan (* 1987), türkischer Fußballspieler
- Yılmazkaya, Meltem (* 1984), türkische Schauspielerin und Sängerin
- Yılmazkaya, Orhan (1970–2009), türkischer Journalist, Autor und politischer Aktivist
- Yılmaztürk, Cumhur (* 1990), türkischer Fußballspieler

### Yim
- Yim, Bang-eun (* 1978), südkoreanischer Badmintonspieler
- Yim, Guechse (* 1946), kambodschanischer Dichter und Schriftsteller
- Yim, Hwa-Kyung, südkoreanische Pianistin
- Yim, Kyung-jin (* 1978), südkoreanische Badmintonspielerin
- Yim, Soon-rye (* 1960), südkoreanische Filmregisseurin
- Yimer, Falaka Armide (* 1942), äthiopischer Holzschnittkünstler
- Yimer, Jemal (* 1996), äthiopischer Langstreckenläufer
- Yimer, Zeineba (* 1998), äthiopische Langstreckenläuferin

### Yin
- Yin, Kaiserin der Han-Dynastie
- Yin Jifu, chinesischer Staatsmann, Militär und Literat
- Yin Kai (* 1976), chinesischer Eishockeyspieler
- Yin Li (* 1962), chinesischer Politiker
- Yin Shun (1906–2005), chinesischer Mönch
- Yin Yin Khine (* 1977), myanmarische Sprinterin
- Yin Yin Myint (* 1955), myanmarische Botschafterin
- Yin, Anna (* 1992), chinesische Leichtathletin
- Yin, Chengxin (* 1995), chinesische Synchronschwimmerin
- Yin, Haiguang (1919–1969), chinesischer Dozent für Philosophie und Politiker (Taiwan)
- Yin, Hang (* 1976), chinesischer Biochemiker
- Yin, Hang (* 1997), chinesische Geherin
- Yin, Hong (* 1976), chinesische Freestyle-Skierin
- Yin, Jian (* 1978), chinesische Windsurferin
- Yin, Jiaxing (* 1994), chinesischer Leichtathlet
- Yin, Junhua (* 1990), chinesische Boxerin
- Yin, Kesheng (1932–2011), chinesischer Politiker (Volksrepublik China)
- Yin, Lihua (5–64), Kaiserin der Han-Dynastie
- Yin, Qiao (* 1985), chinesische Biathletin
- Yin, Qiuzhen, Klimawissenschaftlerin
- Yin, Robert K. (* 1941), US-amerikanischer Sozialforscher
- Yin, Rugeng (1885–1947), chinesischer Politiker
- Yin, Shu (1001–1046), chinesischer Verwaltungsbeamter und Historiograph
- Yin, Wen, chinesischer Philosoph
- Yin, Xi (* 1984), chinesisch-US-amerikanischer Physiker
- Yin, Xiaoyan (* 1993), chinesische Karateka
- Yin, Xiuzhen (* 1963), chinesische bildende Künstlerin
- Yin-Chang (1859–1928), chinesischer Diplomat
- Yin-Yüan (1592–1673), chinesischer Zen-Mönch
- Ying Wang (* 1976), chinesisch-deutsche Komponistin und Hochschullehrerin
- Ying Yong (* 1957), chinesischer Politiker, Bürgermeister von Shanghai
- Ying, Chen (* 1961), chinesische Schriftstellerin
- Ying, Lexing (* 1978), chinesischer Mathematiker
- Ying, Rudi (* 1998), US-amerikanisch-chinesischer Eishockeyspieler
- Ying, Ruocheng (1929–2003), chinesischer Film- und Theaterschauspieler und Politiker
- Yinger, John Milton (1916–2011), US-amerikanischer Soziologe
- Yingfa, Li (* 1944), chinesischer Fußballtrainer und -funktionär
- Yingluck Shinawatra (* 1967), thailändische Managerin und Politikerin (Pheu-Thai-Partei)
- Yinon, Israel (1956–2015), israelischer Dirigent
- Yinra, Appolinaire (* 1998), kamerunischer Weitspringer

### Yip
- Yip Wing-sie (* 1960), chinesische Dirigentin
- Yip, Alannah (* 1993), kanadische Sportkletterin
- Yip, Brandon (* 1985), chinesisch-kanadischer Eishockeyspieler
- Yip, Carissa (* 2003), US-amerikanische Schachspielerin
- Yip, David (* 1951), britischer Schauspieler chinesischer HerkunftDavid Yip (* 1951)

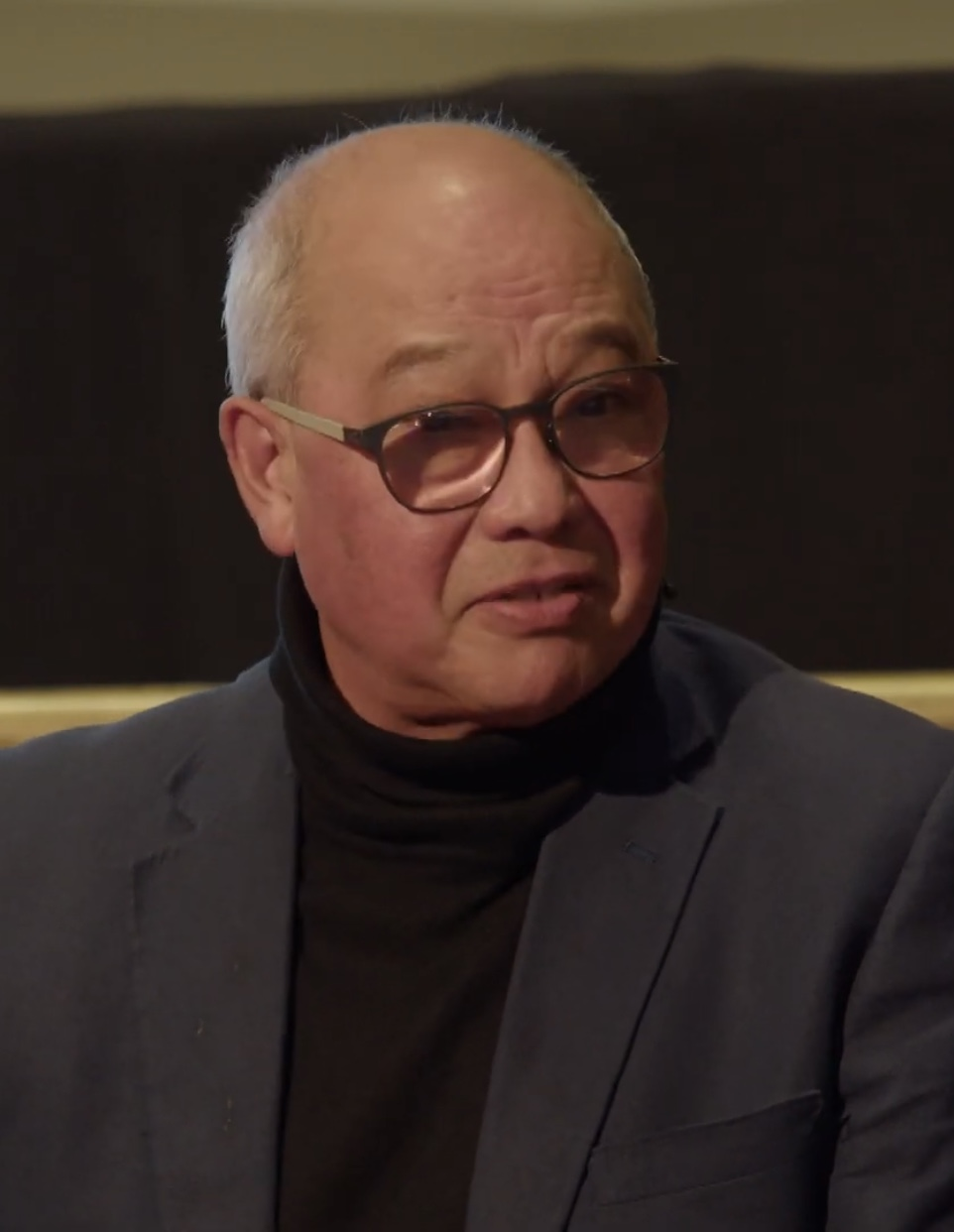
David Yip (* 1951)

- Yip, Frances (* 1947), hongkong-chinesische Sängerin
- Yip, Françoise (* 1972), kanadische Schauspielerin
- Yip, King Wai (* 2005), hongkong-chinesischer Sprinter
- Yip, Lily (* 1963), US-amerikanische Tischtennisspielerin und -trainerin
- Yip, Man (1893–1972), Großmeister der (süd-)chinesischen Kampfkunst Wing ChunYip Man (1893–1972)

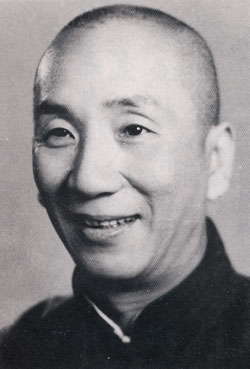
Yip Man (1893–1972)

- Yip, Pui Yin (* 1987), chinesische Badmintonspielerin (Hongkong)
- Yip, Stephen (* 1971), chinesisch-US-amerikanischer Komponist
- Yip, Teddy (1907–2003), Motorsportmanager
- Yip, Timmy (* 1967), chinesischer Artdirector und Szenenbildner
- Yip, Tsz-Fung (* 1993), chinesischer Squashspieler (Hongkong)
- Yip, Wayne (* 1981), britischer Filmregisseur, -produzent und Drehbuchautor

### Yir
- Yiran, Xingrong (1601–1668), chinesischer Priester und Maler
- Yirdaw, Dejene (* 1978), äthiopischer Marathonläufer
- Yirga Haile, Dan (* 1984), äthiopischer Menschenrechtsverteidiger, geschäftsführender Direktor der Menschenrechtsorganisation EHRCO (Ethiopian Human Rights Council)
- Yirmisekiz Mehmed Çelebi († 1732), osmanischer Diplomat und Staatsmann
- Yirmisekizzade Mehmed Said Pascha († 1761), osmanischer Staatsmann und Großwesir
- Yirmiya, Dov (1914–2016), israelischer Soldat und politischer Aktivist
- Yiruma (* 1978), südkoreanischer Pianist, Musiker und KomponistYiruma (* 1978)

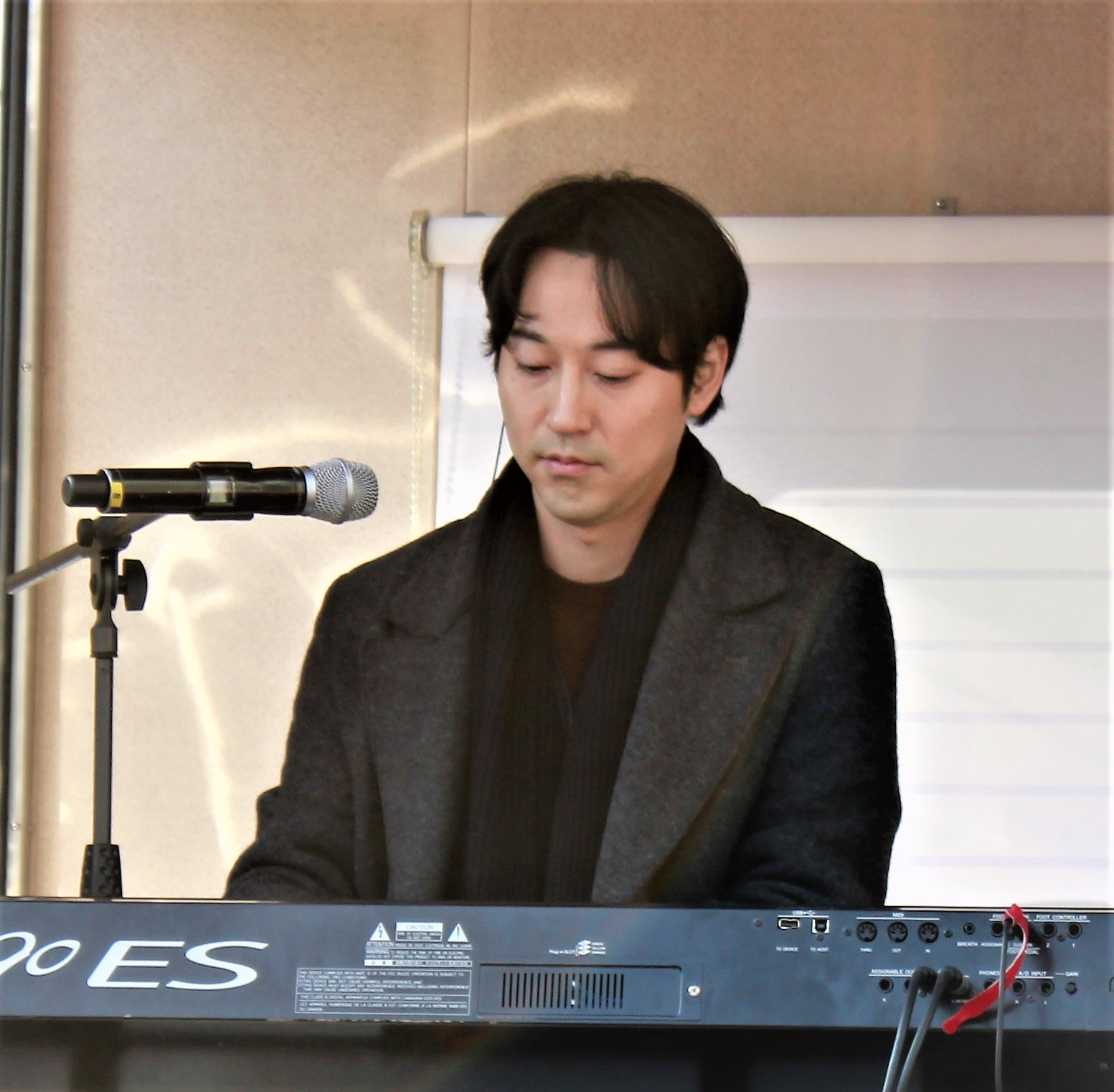
Yiruma (* 1978)

### Yis
- Yishai-Levi, Sarit (* 1947), israelische Journalistin
- Yishak, Luchia (* 1973), äthiopische Langstreckenläuferin
- Yishan, Yining (1247–1317), chinesischer buddhistischer Mönch

### Yit
- Yitha'amar Bayyin I., Herrscher von Saba
- Yitha'amar II., Herrscher von Saba
- Yitha'amar Watar I., Herrscher von Saba
- Yitha'amar Watar II., Herrscher von Saba
- Yitha'amar Watar III., Herrscher von Saba
- Yitiereh, Matthew (* 1961), ghanaischer Geistlicher, römisch-katholischer Bischof von Yendi
- Yitsḥaq bar Šemu’el ha-Lewi, rabbinischer Gelehrter

### Yiu
- Yiu, Kit Ching (* 1988), chinesische Leichtathletin (Hongkong)

### Yiv
- Yiv, Alena (* 1979), israelische Schauspielerin

### Yix
- Yixin (1833–1898), sechste Sohn des chinesischen Kaisers Daoguang

### Yiz
- Yize, Zang (* 1999), chinesische Shorttrackerin
- Yizhar, S. (1916–2006), israelischer Schriftsteller